# Реймонд, Таня
Та́ня Ре́ймонд (англ. Tania Raymonde, род. 22 марта 1988) — американская актриса, наиболее известная по роли Алекс Руссо в  телесериале «Остаться в живых».

## Биография
Таня Реймонд родилась 22 марта 1988 года в Лос-Анджелесе, Калифорния. Её мать — француженка, а отец — американец еврейского происхождения.

## Карьера
Свою первую роль Реймонд сыграла в возрасте двенадцати лет в американском телесериале «Малкольм в центре внимания». Но настоящая популярность к девушке пришла в возрасте 18 лет когда она  получила роль Алекс Руссо в культовом сериале «Остаться в живых».
В 2015 году участвовала в кастинге на роль Обары Сэнд из сериала «Игра престолов», но так и не была утверждена на роль.
С 2016 года актриса снимается в популярном американском телесериале «Голиаф» в роли Бриттани Голд.

## Фильмография
| Год       |   | Русское название                    | Оригинальное название      | Роль             |
| --------- | - | ----------------------------------- | -------------------------- | ---------------- |
| 2000      | с | Малкольм в центре внимания          | Malcolm in the Middle      | Синтия           |
| 2005      | с | Морская полиция: Спецотдел          | NCIS                       | Анна Рил         |
| 2006      | с | Медиум                              | Medium                     | Тейлор Грин      |
| 2006—2010 | с | Остаться в живых                    | Lost                       | Алекс Руссо      |
| 2008      | с | C.S.I.: Место преступления Нью-Йорк | CSI: NY                    | Лора Роман       |
| 2008      | ф | Япония                              | Japan                      | Мэй              |
| 2009      | ф | Где-то там                          | Elsewhere                  | Джиллиан         |
| 2010—2011 | с | Гавайи 5.0                          | Hawaii Five-0              | Мелани Айерс     |
| 2011—2012 | с | 90210: Новое поколение              | 90210                      | Соня             |
| 2011      | с | Долина смерти                       | Death Valley               | Карла Ринальди   |
| 2011      | с | Их перепутали в роддоме             | Switched at Birth          | Зара             |
| 2012      | ф | Техасская резня бензопилой 3D       | Texas Chainsaw Massacre 3D | Никки            |
| 2013      | с | Чикаго в огне                       | Chicago fire               | Николь 2 эпизода |
| 2013      | с | Теория Большого взрыва              | The Big Bang Theory        | ветеринар        |
| 2015—2016 | с | Последний корабль                   | The Last Ship              | Валери Реймонд   |
| 2016—2019 | с | Голиаф                              | Goliath                    | Бриттани Голд    |
| 2019      | ф | Скалы свободы                       | Cliffs of Freedom          | Анна-Кристина    |
| 2023      | с | Морская полиция: Спецотдел          | NCIS                       | Хлоя Марлен      |
|           | ф | Фермер (постпроизводство)           | The Farmer                 |                  |